# Міляновський Євген Семенович

Євге́н Семе́нович Міляно́вський (12 січня 1908 — 1976) радянський ентомолог, фахівець з систематики і фауністики метеликів. Зібрав одну з найповніших у світі колекцій метеликів Кавказу.

## Біографія[1]
Євген Семенович Міляновський народився 12 січня 1908 року у Варшаві, яка тоді у складі Царства Польського входила до Росії. Згодом (1916) сім'я перебралася до Полтави. Ще школярем він разом з приятелем Олександром Данилевським активно цікавився біологією, цей інтерес підтримував науковий співробітник Полтавського музею, орнітолог Н. І. Гавриленко.
Євген закінчив неповну середню школу і Полтавський плодово-ягідний технікум. Після цього він працював (1927—1933) техніком-ентомологом на Полтавській сільськогосподарській станції, а згодом старшим асистентом на Лубенській дослідній станції лікарських та ефіроолійних рослин. У 1932 році він поступив на заочне відділення ленінградського вишу.
Навесні наступного року Є. Міляновський переїжджає до Сухумі і працює у галузі захисту рослин: ентомологом у цитрусівницькому радгоспі в с. Гульрипш і (1935—1940) за сумісництвом — старшим науковим співробітником Всесоюзного науково-дослідного інституту чаю і субтропічних культур.
З 1940 року і до кінця життя він працював на Сухумській дослідній станції ефіроолійних культур: старшим науковим співробітником, а потім завідувачем лабораторії захисту рослин. За сумісництвом він певний час (1946—1953) очолював відділ природи Абхазького державного музею. Його дружиною стала Мілетіна Олександрівна Есаулова, випускниця Південного інституту боротьби з шкідниками сільського і лісового господарства (Тбілісі).
У 1961 році ентомолог захистив кандидатську дисертацію про лускокрилих Абхазії
У 1976 році Євген Семенович Міляновський  раптово помер.

## Наукова діяльність
Дослідження Є. Міляновського здійснювалися за двома напрямами: лепідоптерологія і захист культивованих рослин.
Він багато років ретельно і планомірно вивчав видовий склад, таксономію і екологію метеликів Кавказу. Для цього він здійснив численні експедиції та екскурсії до високогір'їв, передгір'їв та у узбережні регіони. (Після смерті вченого колекція комах, зібрана ним, згідно з його заповітом передана до Зоологічного інституту РАН). Майже не досліджений видовий склад метеликів Абхазії, завдяки Є. Міляновському  став вивченим краще решти кавказьких регіонів.
Є. Міляновський обґрунтував екологічну теорію яка пояснює зрідненість видового складу метеликів Чорноморського узбережжя Кавказу і Південного Криму. Згідно з цією теорією:
- тепла зима місцевих субтропіків не дозволяє більшості північних видів нормально розвиватися, бо вони вимагають низьких температур під час періоду зимової сплячки;

- для типових середземноморські видів зимовий період на узбережжі Криму й Кавказу виявляється надто холодним;

- висока вологість стає перешкодою для проникнення сюди видів-ксерофілів[4].

Під час війни Євген Семенович досліджував використання ефіроолійних рослин для лікування поранень. Він нагороджений медалями «За оборону Кавказу» і «За доблесний труд у Великій Вітчизняній війні».
Чимало його досліджень мали на меті з'ясувати освоєння місцевими комахами інтродукованих рослин, а також пристосування завезених членистоногих до умов чорноморських субтропіків.
Є. Міляновський є автором 25 праць з лепідоптерології, а загалом він опублікував 58 наукових і близько 200 популярних статей різної тематики (ентомологія, захист рослин, спелеологія, герпетологія, охорона природи.

## Наукові праці
Фауна чешуекрылых Черноморского побережья Абхазии. — Труды зоологического отделения АН ГрузССР, 1941.
К фауне чешуекрылых (Macrolepidoptera) Черноморского побережья Абхазии. — Труды Абхазского государственого музея, 1947, с. 283—339.
К фауне чешуекрылых Абхазии. — Труды Института зоологии АН ГрузССР, 1951, 10, с. 299—306.
Фауна и флора Пицундской реликтовой рощи. — Природа, 1955, № 5, с. 104—106.
К фауне чешуекрылых (Macrolepidoptera) Абхазии. — Труды Института зоологии АН ГрузССР, 1956, 15, с. 51-110.
Новый метод предохранения коллекций насекомых от плесени. — Труды Сухумской зональной опытной станции эфиромасличных культур, 1957, 2, с. 99-100.
Некоторые особенности распространения чешуекрылых в Абхазии. — Матер. к совещ. по вопр. зоогеографии суши. Тезисы докладов. Львов, 1957, с. 92-94.
Приспособительная окраска бабочек и гусениц бражника-нетопыря — Celerio vespertilio (Lepidoptera, Sphingidae). — Энтомологическое обозрение, 1959, т. 38, с. 223—224.
К изучению фауны чешуекрылых Абхазии. — Труды Института зоологии АН ГрузССР, 1961, 18, с. 195—200.
К вопросу о различном пространственном распределении чешуекрылых в Абхазии. — Труды Сухумской зональной опытной станции эфиромасличных культур, 1961, 3-4, с. 180—184.
Итоги изучения чешуекрылых (Macrolepidoptera) Абхазии. — Зоологический журнал, 1963, 41, с. 1817—1830.
Фауна чешуекрылых Абхазии. — Труды Сухумской зональной опытной станции эфиромасличных культур, 1964, 5, с. 91-190.
Некоторые новые данные о фауне чешуекрылых Абхазии. — Труды Сухумской зональной опытной станции эфиромасличных культур, 1968, 7, с. 95-101.
Материалы по видовому составу, биологии и экологии совок (Lepidoptera, Noctuidae) Разданского района Армянской ССР. — Сборник трудов института защиты растений МСХ АрмССР, 1970, 1, с. 5-44 [співавтори: Г. Х. Азарян, М. Г. Геворкян].
Новые данные по фауне и экологии чешуекрылых Абхазии. — Труды Сухумской зональной опытной станции эфиромасличных культур, 1971, 10, с. 137—142.
Некоторые эндемичные и редкие виды чешуекрылых Кавказа. — В сб. Об охране насекомых. Ереван, 1973, с. 70-74.
Новый вид совки Oxytropia Stgr. (Lepidoptera, Noctuidae). — Труды Всесоюзного энтомологического общества ., 1973, 56, с. 274—275.
Различия в развитии чешуекрылых (Lepidoptera) в прибрежном и горных поясах Абхазии. — Энтомологическое обозрение, 1973, т. 252, с. 700—702.
Некоторые новые для Абхазии виды чешуекрылых. — Сборник статей по эфирномасл. культурам и эфирным маслам. Сухуми, 1974, с. 147—150.
Некоторые соображения по современной таксономии и экологии насекомых. — Труды Абхазского государственного музея, 1974, 4, с. 148—151.
Семейство пяденицы (Geometridae) — В кн.: Вредители сельскохозяйственных культур и лесных насаждений, т. 2. Киев, 1974, с. 343—352.